# 호시노 리조트
주식회사 호시노 리조트(일본어: 株式会社 星野リゾート, 영어: Hoshino Resort Co., Ltd.)호시노 리조트는 일본을 대표하는 고급 리조트,호텔을 운영하는 대형 호텔 체인 기업 중 하나로, 본사는 나가노현 가루이자와정에 위치해 있다. 호텔 업계에서는 일본 최고 수준을 자랑한다. 1904년 쿠니지 호시노가 삼림지로 일본 알프스에 설립하였으며 1914년 최초의 온천 리조트를 개장하였다.

## 수상
- 에코 투어리즘 그랜드 프라이즈 2005[3]
- 미쉐린 스타 2012[4]
- 보퀴즈 도르 2013 (브론즈)[5]

## 참조
1. ↑  " Company Overview of Hoshino Resort Co., Ltd. (Archive). Bloomberg Businessweek. 2013년 9월 22일 확인. "2148, oazanagakura karuizawa-machi Kitasaku, 389-0111 Japan"
2. ↑  “History”. Hoshino Resorts. 2013년 5월 1일에 확인함.
3. ↑  JFS (2005년 10월 12일). “Japan's First Ecotourism Award Winners Announced”. Japan For Sustainability. 2013년 5월 1일에 확인함.
4. ↑  Melissa Biggs Bradley (2013년 3월 1일). “The Places to Stay Now”. Departures Magazine. 2013년 2월 25일에 원본 문서에서 보존된 문서. 2013년 5월 1일에 확인함.
5. ↑  The Washington Post/Jiji (2013년 2월 1일). “Japan chef wins medal at top culinary contest”. Japan Times. 2013년 5월 1일에 확인함.